# Protobraconinae
Protobraconinae (лат.) — подсемейство ископаемых паразитических наездников из семейства браконид. Меловой период, Северная Америка (США) и Юго-Восточная Азия (Мьянма, Бирманский янтарь). 3 рода.

## Описание
Мелкие наездники-бракониды. От других близких групп отличается следующими признаками: затылочный и препектальный кили отсутствует; скутеллюм не выступающий или слабо выпуклый; базальная половина птеростигмы толстая; жилка r переднего крыла расположена под углом к жилке 3-SR; заднее крыло не более чем с несколькими длинными базальными щетинками; базальные членики жгутика среднего размера; усики из 23-26 сегментов (неизвестно у рода Protobracon, возможно около 30 члеников).

## Систематика
Подсемейство включает три монотипических рода. Таксон первые выделен в 2021 году в ходе ревизии, проведённой китайским энтомологом Hua-yan Chen (State Key Laboratory of Biocontrol, Sun Yatsen University, Guangzhou, Китай) и голландским гименоптерологом Корнелисом ван Ахтенбергом (Cornelis van Achterberg; State Key Laboratory of Rice Biology, Чжэцзянский университет, Ханчжоу, Китай) по материалам из бирманского янтаря. Таксон близок к Protorhyssalinae, к которому относят большинство меловых браконид (Protorhyssalopsis Ortega-Blanco et al., 2011; Archaeorhyssalus Engel, 2016; Protorhyssalus Basibuyuk & Quicke, 1999; Protorhyssalodes Perrichot et al., 2009), а также некоторыми признаками сходен с кладой MAM-clade (название MAM дано по первым буквам названий трёх подсемейств: Mesostoinae, Aphidiinae и Maxfischeriinae.
- Protobracon van Achterberg & Chen, 2021[1]
  - Protobracon robusticauda (Мьянма, бирманский янтарь, 99 млн лет)
- Tibialobracon van Achterberg & Chen, 2021
  - Tibialobracon compressicornis (Мьянма, бирманский янтарь)
- Rhetinorhyssalites Engel, Thomas & Alqarni, 2017[2]
  - Rhetinorhyssalites emersoni (США, нью-джерсийский янтарь, White Oaks Pit, около 90 млн лет)